# Belenois subeida
Belenois subeida is een vlindersoort uit de familie van de Pieridae (witjes), onderfamilie Pierinae.
Belenois subeida werd in 1865 beschreven door C. & R. Felder.